# Photomath
Photomath è un'applicazione mobile descritta come una "fotocamera calcolatrice", che utilizza la fotocamera di un telefono per riconoscere operazioni matematiche e per visualizzare la soluzione direttamente sullo schermo. È disponibile gratuitamente su Android e iOS. L'app è stata rilasciata nell'ottobre del 2014 da microblink, una società con sede a Zagabria, in Croazia, con sede legale a Londra, nel Regno Unito. La società è specializzata nel software di riconoscimento del testo.
A partire dal 2016, oltre ai testi stampati, riconosce anche la calligrafia e fornisce passaggi per l'equazione matematica.
Dal 2017, Photomath opera come società indipendente.
È stata incluso nella lista delle 20 migliori app per l'insegnamento e l'apprendimento posizionandosi al terzo posto. Ha ricevuto elogi e critiche da parte degli insegnanti.
È stata scaricata oltre 100 milioni di volte su Google Play.
Uno dei vantaggi di Photomath rispetto ad altre applicazioni simili è che permette di vedere una ripartizione completa di tutti i passaggi che sono stati seguiti per arrivare alla soluzione di un'operazione matematica. Invece di mostrare semplicemente il risultato, Photomath permette di vedere ciascuno dei passi che sono seguiti fino a raggiungerlo.
Il 28 marzo 2023 Photomath Inc. (società proprietaria del software) è stata ufficialmente acquisita da Google dopo la delibera del Commissione europea.